# شعب القرية (السياني)

تعديل مصدري - تعديل

شعب القرية هي إحدى قرى عزلة العربيين بمديرية السياني التابعة لمحافظة إب، بلغ تعداد سكانها 308 نسمة حسب تعداد اليمن لعام 2004.